# Ashburn (Virginia)
Ashburn ist ein gemeindefreies Gebiet in Loudoun County im US-Bundesstaat Virginia, 50 km westlich von Washington, D.C. und gehört zur Washington Metropolitan Area. Das U.S. Census Bureau hat bei der Volkszählung 2020 eine Einwohnerzahl von 46.349 ermittelt.

## Geographie
Ashburns geographische Koordinaten sind 39° 2′ N, 77° 29′ W (39,0437192, −77,4874899). Der Ort liegt durchschnittlich 90 m über dem Meeresspiegel, zwischen dem Washington Dulles International Airport und Leesburg, dem County Seat des Loudoun Countys.
Nach den Angaben des United States Census 2010 hat der CDP eine Fläche von 44,77 km², wovon 44,09 km² Land und 0,68 km² Gewässer sind.

## Geschichte
Ashburn hieß ursprünglich Farmwell (abweichende Namensformen: Old Farmwell und Farmwell Station). Farmwell war ursprünglich der Name einer etwa 5 km² großen Plantage, den ihr Besitzer George Lee ihr 1802 testamentarisch gegeben hatte. Die westliche Hälfte dieser Plantage kaufte 1841 John Janney, ein Quäker und einflussreicher Politiker der Whig-Partei, um sie für sich als Sommerresidenz zu nutzen. Er nannte sein Anwesen Ashburn Farm, und zwar mutmaßlich mit Bezug auf die mit ihm befreundete Familie Ashburn; seine erste schriftliche Erwähnung fand der Name im Jahre 1870 im Zusammenhang mit dem Weiterverkauf der Farm.
1895 erwarb ein weiterer Politiker, Senator William Morris Stewart, das Anwesen, das inzwischen Teil einer kleinen Ortschaft geworden war, die weiterhin Farmwell hieß. Unter seiner Ägide wurde das Dorf auf Betreiben des zuständigen Postamtes, das Verwechslungen mit Farmville in Prince Edward County vermeiden wollte, in der Folge in Ashburn umbenannt. Einer Legende zufolge geschah dies jedoch nicht in Anlehnung an den Namen der Farm; vielmehr soll dort 1896 der Blitz in eine Esche eingeschlagen haben, die daraufhin eine Woche lang brannte und glimmte und Schaulustige von weither anzog. Dies Ereignis soll der Namensgebung zugrunde gelegen haben (englisch ash burn = deutsch Eschenbrand).

## Bevölkerung
Heute (2020) wohnen in Ashburn rund 44000 Einwohner; es handelt sich um eines der größten gemeindefreien Gebiete in Loudoun County. Viele der Bewohner pendeln zu ihren Arbeitsplätzen nach Washington, D.C. und dessen umliegende Vorstädte, u. a. Tysons Corner und Reston.

## Bildungswesen
In Ashburn gibt es die Briar Woods High School, die Broad Run High School und die Stone Bridge High School. Außerdem gibt es drei Mittelschulen (Middle Schools) und einige Grundschulen (Elementary Schools).
Im Jahr 2006 wurde der Janelia Farm Research Campus des Howard Hughes Medical Institute eingeweiht, an dem es ein Ph.D.-Programm gibt.

## Wirtschaft
In Ashburn befinden sich die Zentrale von Verizon Business (ehemals Worldcom), der Old Dominion Brewing Company und der Washington Commanders, einem Team der National Football League. Bedingt durch den Hauptsitz von Worldcom hat sich Ashburn in den 1990er Jahren zum größten Internet-Knoten an der US-amerikanischen Ostküste entwickelt. In den Rechenzentren von Equinix und anderen Betreibern sind zahlreichen namhafte Provider und Onlinedienste vertreten.

## Öffentliche Dienste
Feuerwehr- und Rettungsdienste werden von Freiwilligen des Ashburn Volunteer Fire-Rescue Department und des Loudoun County Department of Fire, Rescue & Emergency Management gestellt.

## Historische Sehenswürdigkeiten
Vier Sehenswürdigkeiten sind im National Register of Historic Places eingetragen: Belmont Plantation (1799), Broad Run Bridge and Toll House (1820), das Schutzgebiet der Ashburn Presbyterian Church (1878), und Janelia Farm.

## Persönlichkeiten
- Ashley Caldwell (* 1993), Freestyle-Skierin
- Emily Fox (* 1998), Fußballspielerin